# Hygrophila hirsuta
Hygrophila hirsuta är en akantusväxtart som beskrevs av Christian Gottfried Daniel Nees von Esenbeck. Hygrophila hirsuta ingår i släktet Hygrophila och familjen akantusväxter. Inga underarter finns listade i Catalogue of Life.